# ロンバルドーレ
ロンバルドーレ（伊: Lombardore）は、イタリア共和国ピエモンテ州トリノ県にある、人口約1,700人の基礎自治体（コムーネ）。

## 地理

### 位置・広がり

#### 隣接コムーネ
隣接するコムーネは以下の通り。
- ボスコネーロ
- レイニ
- リヴァローロ・カナヴェーゼ
- リヴァロッサ
- サン・ベニーニョ・カナヴェーゼ
- サン・フランチェスコ・アル・カンポ
- ヴォルピャーノ

## 姉妹都市
- Casca、ブラジル